# Gravity (Caliban)
Gravity è un album in studio del gruppo musicale tedesco Caliban, pubblicato nel 2016.

## Tracce
1. Paralyzed – 4:33
2. Mein schwarzes Herz – 3:02
3. Who I Am – 4:12
4. Left for Dead – 3:24
5. Crystal Skies – 3:32
6. Walk Alone – 4:10
7. The Ocean's Heart (ft Alissa White-Gluz) – 3:54
8. brOKen – 4:07
9. For We Are Forever – 3:39
10. Inferno – 3:39
11. No Dream Without a Sacrifice – 3:53
12. Hurricane – 3:41

## Formazione
- Marc Görtz - chitarre
- Andreas Dörner - voce
- Denis Schmidt - chitarre, voce
- Patrick Grün - batteria
- Marco Schaller - basso